# هری گری
هَری گری (انگلیسی: Harry Grey؛ ۲ نوامبر ۱۹۰۱ – ۱ اکتبر ۱۹۸۰) نویسنده، رمان‌نویس، و فیلم‌نامه‌نویس اهل ایالات متحده آمریکا بود.
از فیلم‌ها یا مجموعه‌های تلویزیونی که وی در آن‌ها نقش داشته است، می‌توان به روزی روزگاری در آمریکا اشاره نمود.